# Fritz Stern

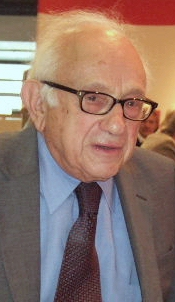
Fritz Stern (2007)

Fritz Richard Stern (* 2. Februar 1926 in Breslau; † 18. Mai 2016 in New York) war ein US-amerikanischer Historiker deutscher Herkunft.

## Leben
Fritz Stern erhielt seinen Vornamen bei der Taufe nach seinem Paten, dem Chemiker und Nobelpreisträger Fritz Haber. Sowohl sein Vater Rudolf Stern als auch seine Großväter waren Ärzte, während seine Mutter Käthe Brieger promovierte Physikerin war und sich später als Mathematik-Didaktikerin einen Namen machte. Er hatte noch eine ältere Schwester Toni. Stern besuchte das Maria-Magdalenen-Gymnasium in Breslau. Im September 1938 floh die Familie wegen ihrer jüdischen Abstammung vor dem Nazi-Terror aus Deutschland und wanderte in die USA aus. Dort studierte Stern an der Columbia University in New York City, an der er 1946 seinen Bachelor- und 1948 den Master-Abschluss erhielt und 1953 bei Jacques Barzun zum PhD promoviert wurde. Kurz darauf wurde er dort Assistant Professor, 1963 ordentlicher Professor, 1967 Seth-Low-Professor. Mit Unterbrechungen für Gastprofessuren und seine Tätigkeit am Institute for Advanced Study in Princeton 1969/70 blieb er bis zur Emeritierung 1997 in dieser Position.
Stern war in zweiter Ehe mit der US-Verlegerin und Autorin Elisabeth Sifton (1939–2019) (Farrar, Straus and Giroux, seit 1993 mehrheitlich zur Verlagsgruppe Georg von Holtzbrinck gehörend) verheiratet. Sie war die Tochter des Theologen Reinhold Niebuhr, dessen Eltern aus Deutschland in die USA eingewandert waren. In erster Ehe bekam Stern einen Sohn und eine Tochter. Stern war entfernt mit dem Nobelpreisträger für Physik Otto Stern verwandt. Die deutsche Lyrikerin und Schriftstellerin Dagmar Nick ist seine Großcousine. Seine Tante Charlotte Kobrak, geborene Stern, und ihr Mann Richard Kobrak wurden 1944 im KZ Auschwitz ermordet, deren drei Kinder mit dem Kindertransport gerettet.

## Forschungsschwerpunkte
Zu Sterns Forschungsschwerpunkten gehörten die Geschichte der Geschichtsschreibung und die kulturelle und politische Geschichte des modernen Europa, insbesondere Deutschlands im 19. und 20. Jahrhundert. Intensiv beschäftigten ihn mit Blick auf das eigene Schicksal als jüdischer Emigrant die Gründe des Scheiterns der Weimarer Republik und die Merkmale des Nationalsozialismus. So promovierte er 1953 mit einer Arbeit über Kulturpessimismus als politische Gefahr, einer Auseinandersetzung mit Vorläufern des Nationalsozialismus anhand kulturpessimistischer Literatur, nämlich Paul de Lagardes Deutsche Schriften, Julius Langbehns Rembrandt als Erzieher und Arthur Moeller van den Brucks Das Dritte Reich – Bestseller, die in weiten Kreisen des deutschen Bürgertums teils schon zu Zeiten des Kaiserreichs verbreitet waren, aber teils auch in der Weimarer Republik ein großes Publikum fanden.
Seit 1954 war Fritz Stern Gastprofessor an der Freien Universität Berlin, seit 1966 hatte er eine ständige Gastprofessur an der Universität Konstanz. In der Fischer-Kontroverse stellte sich Stern an die Seite Fritz Fischers, der wegen seiner Forschungsergebnisse zu den Ursachen des Ersten Weltkriegs und zur Schuldfrage von anderer Seite als deutscher „Nestbeschmutzer“ behandelt und ausgegrenzt wurde. Als Fischer auf Einladung des Goethe-Instituts in die USA reisen sollte, die Gelder allerdings durch Einflussnahmen des Bundesaußenministers Gerhard Schröder und Gerhard Ritters zurückgezogen wurden, organisierte Fritz Stern eine Reise aus anderen Mitteln.
Besondere eigene Wertschätzung als Historiker erlangte Stern mit dem Doppelportrait Gold und Eisen über Bismarck und seinen Bankier Bleichröder, laut Norbert Frei eine „fulminante Charakter- und deutsch-jüdische Beziehungsgeschichte“. Durch das Buch erlangte Stern auch in Westdeutschland eine breitere Aufmerksamkeit. Er widmete sich darin der Bedeutung jüdischer Akteure für die preußische Geschichte und betätigte sich damit auf einem zuvor marginalisierten Forschungsfeld. Die Rezeption der Monographie in der BRD und den USA setzte unterschiedliche Schwerpunkte: Während deutsche Kritiker vor allem die sozial- und wirtschaftsgeschichtliche Dimension betrachteten, lobten amerikanische Rezensenten mehr die kulturhistorischen Leistungen des Buches insbesondere im Hinblick auf die Entwicklung des Antisemitismus in Deutschland.
1987 hielt Stern als erster ausländischer Staatsbürger im Deutschen Bundestag die Festrede zum 17. Juni, wobei er alle Erwartungen auf eine Wiedervereinigungs-Rhetorik unterlief: Der Arbeiteraufstand 1953 habe allein die bürgerlichen Freiheitsrechte zum Ziel gehabt. Gleichwohl versuchte er 1990 Margaret Thatcher zu überzeugen, dass man vor einem wiedererstarkenden Deutschland keine Angst zu haben brauche. Daraus sprach ein Vertrauen in die endgültige Westbindung der Bundesrepublik, für die er selbst die Formel von der „zweiten Chance“ fand. 1993 schließlich fungierte er für ein Jahr als Berater des amerikanischen Botschafters Richard Holbrooke in Bonn. Seit 1997 war er Mitglied der Präsidentenkommission „Geschichte der Kaiser-Wilhelm-Gesellschaft im Nationalsozialismus“, die vom damaligen Präsidenten der Max-Planck-Gesellschaft, Hubert Markl, eingesetzt wurde. Im Sommersemester 2000 war Fritz Stern erster Inhaber der Johannes Gutenberg-Stiftungsprofessur an der Johannes Gutenberg-Universität Mainz. Als Gastprofessor des Jena Center Geschichte des 20. Jahrhunderts hielt er im Sommersemester 2007 an der Friedrich-Schiller-Universität Jena mehrere öffentliche Vorträge, die im Sommer 2008 unter dem Titel Der Westen im 20. Jahrhundert veröffentlicht wurden. Am 20. Juli 2010 hielt er anlässlich der Feierstunde der Bundesregierung zum 66. Jahrestag des 20. Juli 1944 eine Ansprache im Ehrenhof des Bendlerblocks.
Kurz vor seinem 90. Geburtstag beantwortete Stern für dpa Fragen von Johannes Schmitt-Tegge zur jüngsten Entwicklung in Europa und Nordamerika. Er betrachtete den Aufstieg von Politikern wie Donald Trump und den Rechtsruck in europäischen Ländern wie Ungarn, Polen und Österreich mit großer Sorge und sprach davon, dass man in einem neuen „Zeitalter der Angst“ (era of fear) lebe, in dem Angst bewusst geschürt und von der politischen Rechten ausgenutzt werde. Er sagte dabei auch: „Ich bedauere manchmal, dass ich aufgewachsen bin mit dem Ende einer Demokratie und jetzt, am Ende meines Lebens, noch einmal um die Demokratie kämpfen muss. Eine traurige Bilanz.“ (I sometimes regret having grown up in the middle of the end of a democracy, and now, towards the end of my life, I must once again fight for democracy. A sad balance.)
In den USA und in Deutschland war Stern als angesehener Historiker weithin bekannt. „Die politische Klasse unserer Republik“, so Norbert Frei in seinem Nachruf, „ehrte und achtete Fritz Stern wie keinen anderen Historiker deutscher Zunge, wohl auch wegen Sätzen wie diesem: ‚Ich komme aus einem Deutschland, das nicht mehr existiert und nie wieder existieren wird.‘“
Am 2. Februar 2017, Fritz Sterns 91. Geburtstag, fand in Berlin ein vom Jena Center Geschichte des 20. Jahrhunderts veranstaltetes Symposion zu seinem Andenken statt. Die Vorträge und Diskussionen der Veranstaltung dokumentiert der von Norbert Frei herausgegebene Band Die Geschichte ist offen. In memoriam Fritz Stern (Wallstein Verlag, Göttingen 2017).
Bei der Washingtoner Brookings Institution wurde Ende 2020 ein anfänglich mit Constanze Stelzenmüller besetzter Fritz-Stern-Lehrstuhl eingerichtet, der von der Bundesregierung bezahlt wird und am 9. März 2021 von Bundesaußenminister Heiko Maas eingeweiht wurde.

## Schriften (Auswahl)
- Als Hrsg.: Geschichte und Geschichtsschreibung. Möglichkeiten, Aufgaben, Methoden. Texte von Voltaire bis zur Gegenwart. Piper, München 1966 (englisch zuerst als: The varieties of history. From Voltaire to the present. Meridian, New York 1956).
- Kulturpessimismus als politische Gefahr. Eine Analyse nationaler Ideologie in Deutschland. Klett-Cotta, Stuttgart 2005, ISBN 3-608-94136-3 (englisch zuerst als Dissertation: The politics of cultural despair. A study in the rise of the Germanic ideology. University of California Press, Berkeley u. a. 1961. Die Arbeit behandelt Paul de Lagarde, Julius Langbehn und Arthur Moeller van den Bruck, drei Schlüsselfiguren antidemokratischen und nationalistischen Denkens, die seit der Reichsgründung 1871 großen Einfluss auf weite Teile des deutschen Bürgertums hatten; deutsche Erstveröffentlichung Bern; Stuttgart; Wien 1963).
- Bethmann Hollweg und der Krieg. Die Grenzen der Verantwortung, Mohr Siebeck, Tübingen 1968, ISBN 3-16-628831-7. (Ausgaben 351–352 der Zeitschrift 'Recht und Staat in Geschichte und Gegenwart')
- Das Scheitern illiberaler Politik. Studien zur politischen Kultur Deutschlands im 19. und 20. Jahrhundert. Propyläen, Frankfurt 1974, ISBN 3-549-07303-8 (englisch zuerst als: The Failure of Illiberalism. Essays on the Political Culture of Modern Germany. Knopf, New York 1972).
- Um eine neue deutsche Vergangenheit (= Konstanzer Universitätsreden. Band 57). Universitätsverlag und Druckerei, Konstanz 1972, ISBN 3-87940-067-9.
- Gold und Eisen. Bismarck und sein Bankier Bleichröder. Ullstein, Berlin/Frankfurt am Main 1978, ISBN 3-550-07358-5 (zuerst auf Englisch erschienen als: Gold and Iron. Bismarck, Bleichröder, and the building of the German empire. Knopf, New York 1977, ISBN 0-394-49545-4; diverse Neuauflagen, darunter bei Beck, München 2012, ISBN 978-3-406-56847-3. Dieses Buch handelt von dem Bankier Gerson Bleichröder (1822–1893), einem vertrauten Freund Otto von Bismarcks. Stern untersucht die Entwicklung der unsicheren Beziehungen zwischen Juden und Nicht-Juden in Deutschland).
- Der Traum vom Frieden und die Versuchung der Macht. Deutsche Geschichte im 20. Jahrhundert. Pantheon, München 2006, ISBN 3-570-55013-3 (englisch zuerst als: Dreams and Delusions. The Drama of German History. Knopf, New York 1987, ISBN 0-394-55995-9; deutsch zuerst bei Siedler, Berlin 1988, ISBN 3-88680-261-2).
- Verspielte Größe. Essays zur deutschen Geschichte. C.H. Beck, München 1996, ISBN 3-406-41328-5 (3. Aufl. 2005, ISBN 3-406-49420-X).
- Das feine Schweigen. Historische Essays. C.H. Beck, München 1999, ISBN 3-406-45674-X.
- Fünf Deutschland und ein Leben. Erinnerungen. C.H. Beck, München 2007, ISBN 978-3-406-55811-5 (englische Originalausgabe: Five Germanys I Have Known. Farrar, Straus and Giroux, New York 2006, ISBN 0-374-15540-2; vgl. Rezension von Norbert Frei In: Die Zeit. 23. August 2007, S. 47).
- Der Westen im 20. Jahrhundert. Selbstzerstörung, Wiederaufbau, Gefährdungen der Gegenwart. Wallstein, Göttingen 2008, ISBN 978-3-8353-0254-9.
- Helmut Schmidt, Fritz Stern: Unser Jahrhundert: Ein Gespräch, C.H. Beck, München 2010, ISBN 978-3-406-60132-3 (auch als Hörbuch, gelesen von Hanns Zischler und Hans Peter Hallwachs. Der Audio Verlag, Berlin 2010, ISBN 978-3-89813-978-6).
- Mit Elisabeth Sifton: Keine gewöhnlichen Männer. Dietrich Bonhoeffer und Hans von Dohnanyi im Widerstand gegen Hitler. Aus dem Englischen von Ruth Keen, Erhard Stölting. Beck, München 2013, ISBN 978-3-406-65373-5.
- Mit Joschka Fischer: Gegen den Strom. Ein Gespräch über Geschichte und Politik. Verlag C.H. Beck, München 2013, ISBN 978-3-406-64553-2.
- Zu Hause in der Ferne, historische Essays, aus dem Englischen übertragen unter Mitarbeit von Andrea Stumpf, Beck, München 2015, ISBN 978-3-406-68296-4.

## Auszeichnungen (Auswahl)
Für seine Forschungen wurden ihm zahlreiche Auszeichnungen verliehen.
- 1969 wurde Stern in die American Academy of Arts and Sciences gewählt.[17]
- 1976: Verdienstkreuz 1. Klasse des Verdienstordens der Bundesrepublik Deutschland
- 1984: Dr.-Leopold-Lucas-Preis, zusammen mit Hans Jonas
- 1985: Ehrendoktorwürde der Universität Oxford
- 1988: Mitglied der American Philosophical Society[18]
- 1994: Pour le mérite für Wissenschaft und Künste
- 1996: Kulturpreis Schlesien des Landes Niedersachsen
- 1999: Friedenspreis des Deutschen Buchhandels (die Laudatio hielt der damalige polnische Außenminister Bronisław Geremek)[19]
- 2002: Ehrendoktorwürde der Universität Wrocław
- 2004: Leo-Baeck-Medaille
- 2004: Großes Verdienstkreuz des Verdienstordens der Bundesrepublik Deutschland mit Stern
- 2005: Deutscher Nationalpreis. Er saß im Senat der Stiftung, die 1993 unter anderem von Altbundeskanzler Helmut Schmidt, der wie Marion Gräfin Dönhoff zu seinem engsten Freundeskreis gehörte,[20] gegründet wurde.
- 2006: Großes Verdienstkreuz des Verdienstordens der Bundesrepublik Deutschland mit Stern und Schulterband[21]
- 2007: Ehrendoktorwürde der Universität Princeton
- 2007: Preis für Verständigung und Toleranz des Jüdischen Museums Berlin
- 2008: Internationaler Brückepreis
- 2009: Marion-Dönhoff-Preis
- 2013: Volkmar und Margret Sander Prize
- 2013: Ehrendoktorwürde der Universität Oldenburg[22]

## Film
- Fritz Stern – Mein Leben. Dokumentation, Deutschland, USA, Polen 2007, 43 Min., Regie: Jean Boué, Produktion: JAB Film, ZDF, arte, Erstsendung: 30. März 2008, Inhaltsangabe von arte.
- Die Brückenbauer Henry Kissinger, Fritz Stern und Lord George Weidenfeld. Jüdische Emigranten und die Wiedervereinigung. Dokumentation, 43 Minuten, Deutschland, USA, Israel, England, Österreich, Schweiz, 2010. Buch und Regie: Evi Kurz, Produktion: TLF-Timelinefilm GmbH Fürth, Erstsendung: ARD, 29. September 2010. In Interviews äußern sich neben Kissinger, Stern und Weidenfeld u. a. Helmut Schmidt, Angela Merkel, Hans-Dietrich Genscher, Richard von Weizsäcker, Timothy Garton Ash und Niall Ferguson. Inhaltsangabe / Exposé (PDF; 76 kB) der TLF-Timelinefilm GmbH.
- In dem Film Wir sind Juden aus Breslau (2016) von Karin Kaper und Dirk Szuszies kommt Fritz Stern ausführlich als Zeitzeuge zu Wort.